# Hyphoderma sporulosum
Hyphoderma sporulosum är en svampart som beskrevs av Dhingra 1989. Hyphoderma sporulosum ingår i släktet Hyphoderma och familjen Meruliaceae.   Inga underarter finns listade i Catalogue of Life.